# Jean-François Laé
Jean-François Laé, né en 1952, est un sociologue français, professeur  à l'Université de Paris VIII. Ses recherches portent sur les notions médico-juridiques, la déviance, la pénalité, le punitif, et les effets sur le récit de soi, autobiographie, journal intime.